# Marcos Górriz
Marcos Aurelio Górriz Bonhora (Barcelona, 4 maart 1964) is een voormalig professioneel tennisser uit Spanje. Hij won één ATP-titel in het dubbelspel gedurende zijn carrière. Na zijn actieve loopbaan werd hij tenniscoach.

## Prestatietabel
| Legenda | Legenda                          |
| ------- | -------------------------------- |
| g.t.    | geen toernooi gehouden           |
| l.c.    | lagere categorie                 |
| –       | niet deelgenomen                 |
| G       | uitgeschakeld in de groepsfase   |
| 1R      | uitgeschakeld in de eerste ronde |
| 2R      | uitgeschakeld in de tweede ronde |
| 3R      | uitgeschakeld in de derde ronde  |
| 4R      | uitgeschakeld in de vierde ronde |
| KF      | uitgeschakeld in de kwartfinale  |
| HF      | uitgeschakeld in de halve finale |
| F       | de finale verloren               |
| W       | het toernooi gewonnen            |
| w-v     | winst/verlies-balans             |

Prestatietabel grand slam, enkelspel
| Toernooi        | 1992 | 1993 | 1994 | 1995 | 1996 | 1997 |
| --------------- | ---- | ---- | ---- | ---- | ---- | ---- |
| Australian Open | 1R   | 1R   | –    | –    | –    | 1R   |
| Roland Garros   | 2R   | 1R   | –    | –    | –    | 1R   |
| Wimbledon       | 1R   | 2R   | –    | –    | –    | 1R   |
| US Open         | 1R   | 1R   | –    | –    | –    | –    |